# Pena de muerte en la Edad Moderna y Contemporánea
A lo largo de la Edad Moderna y Contemporánea, la pena de muerte siguió y aún sigue formando parte de muchos sistemas penales.

## La reforma protestante
Las Iglesias surgidas de la Reforma protestante aceptaron sin problemas la pena capital y habitualmente procedían a llevar a cabo directamente sus propias sentencias de muerte sin confiar al reo a la autoridad civil para su ejecución. Es más, así como para la Iglesia católica el verdugo era un mal necesario, en la jerarquía de la «Ciudad Cristiana» que Juan Calvino instauró en Ginebra, el verdugo era un personaje de rango, un notable respetado que recibía el título de «Ministro del Santo Evangelio». Entre 1542 a 1546 Calvino condenó a muerte a cuarenta personas solo por razones de fe.

## Siglos XVI-XVIII
En 1559, Felipe II, rey de España, dio orden de acatar la voluntad papal de que a los reos se les administraran los sacramentos.

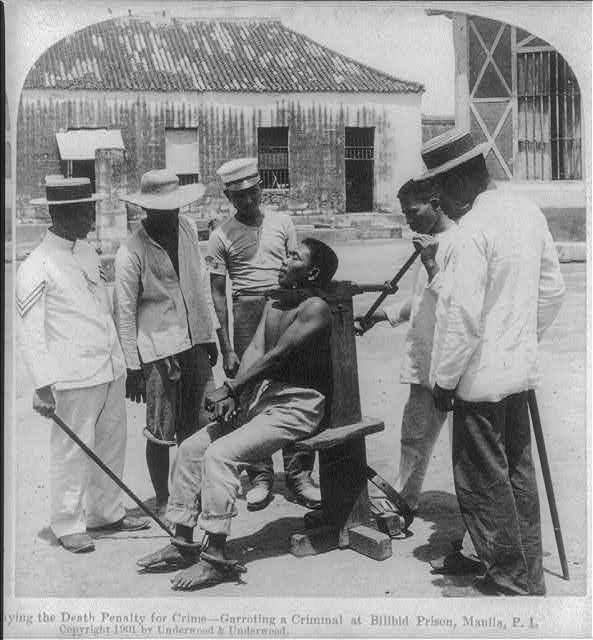
Ejecución con garrote vil en Filipinas, principios del.

En los años 1700 en el Reino Unido había 222 delitos castigados con la pena capital, incluyendo algunos como cortar un árbol o robar un animal. Sin embargo, casi invariablemente las sentencias de muerte por delitos contra la propiedad eran conmutadas a penas de traslado a una colonia penal, o algún otro lugar donde el recluso debía trabajar en condiciones muy cercanas a la esclavitud.

## Revolución francesa y la Ilustración
El Código Penal francés de 1791 recogió la pena de muerte que Luis XVI había abolido pocos años antes (y que finalmente le fue aplicada a él mismo y a su esposa María Antonieta) y ordenó la aplicación general del sistema de decapitación por medio de la guillotina, ya no sólo para los nobles, sino para todos por igual. Las autoridades revolucionarias hicieron un amplio uso de la pena capital con fines políticos (eliminar a los contrarrevolucionarios u opositores). Maximilien Robespierre, tras abogar por la abolición de la pena de muerte en 1791, posteriormente condenó a muerte a muchísimas personas, antes de ser guillotinado él mismo. Entre 1793 y 1794, durante el periodo del terror, fueron ejecutadas en Francia, con o sin sentencia judicial, alrededor de 40 000 personas.

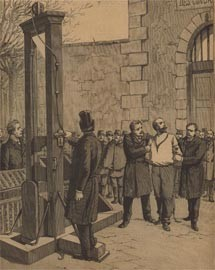
Auguste Vaillant camina hacia la guillotina

Los últimos siglos han sido testigos de la aparición de las modernas naciones-estado, que traen consigo el concepto fundamental e ineludible de «ciudadano». Eso ha provocado que la justicia se asocie cada vez más con la igualdad y la universalidad (la justicia se aplica a todos por igual), lo que en Europa supuso la emergencia del concepto de derecho natural. Otro aspecto importante es la emergencia de las fuerzas de policía e instituciones penitenciarias permanentes. En este contexto, la pena de muerte se ha ido convirtiendo en un factor disuasorio cada vez menos necesario para la prevención de delitos menores como el robo.

## La pena de muerte para el socialismo y el comunismo
En 1853, Karl Marx escribió un pequeño homenaje a Cesare Beccaria: «Para defender la pena de muerte se suele presentar ésta como un medio de corrección e intimidación. Pero la historia y la estadística prueban plenamente que desde Caín el mundo jamás se ha corregido o intimidado por el castigo. ¡Miserable sociedad ésta que no ha encontrado otro medio de defenderse que el verdugo y que proclama su propia brutalidad como una ley eterna!»[cita requerida]
Sin embargo, en la práctica, no ha existido nunca ningún país comunista donde haya estado abolida la pena de muerte y ésta se ejecutaba con frecuencia. La última ejecución en Bulgaria ocurrió en 1989, en Hungría en 1988, en Polonia en 1988, en Rumanía en 1989, en Cuba en 2003, en Corea del Norte en 2019, etc.
Entre enero y abril de 1959, en Cuba alrededor de mil personas fueron denunciadas y juzgadas por medio de juicios sumarísimos de los cuales 550 fueron fusilados. En enero de 1959 el abogado José Vilasuso, comenzó a trabajar en la Comisión Depuradora bajo las órdenes de Ernesto "Ché" Guevara, como instructor de expedientes. Según varias fuentes detractoras del régimen, este describió el paredón de fusilamiento manchado de sangre de personas sin pruebas incriminatorias y sin la posibilidad del ejercicio de una defensa justa y planteó que cientos de hombres fueron de la misma manera condenados a la pena de muerte por fusilamiento mediante sentencias preestablecidas en los juicios sumarísimos. Ejecuciones que pronto se extendieron a toda isla. Años después, Ernesto "Ché" Guevara, entonces Ministro de Industrias de la Cuba comunista, dijo ante la asamblea de la ONU, el 11 de diciembre de 1964: «Fusilamiento sí, hemos fusilado, fusilamos y seguiremos fusilando mientras sea necesario». La organización abolicionista Amnistía Internacional dijo en un informe de 1999 sobre la pena de muerte en Cuba:

Amnistía Internacional siente preocupación por los informes según los cuales recientemente se ha producido un incremento del uso de la pena de muerte en Cuba. Estos informes indican que durante los tres meses pasados al menos diez personas han sido ejecutadas y al menos cinco más han sido condenadas a muerte. Aproximadamente hay una docena de personas en total en el corredor de la muerte.

Amnistía Internacional dijo en un artículo, publicado en su sitio web, sobre la pena de muerte en 2016:

El horrendo uso de la pena de muerte que hace China sigue siendo uno de los terribles secretos del país, pues las autoridades siguen ejecutando a miles de personas cada año, afirma Amnistía Internacional en su examen global de la pena de muerte en 2016 que se publica hoy.

Una nueva investigación en profundidad de Amnistía Internacional, también publicada hoy, muestra que las autoridades chinas aplican un sistema complicado y opaco para ocultar la escandalosa magnitud de las ejecuciones en el país, pese a las reiteradas afirmaciones de que avanza hacia la transparencia judicial.

Sin tener en cuenta a China, Estados de todo el mundo ejecutaron a 1.032 personas en 2016. China ejecutó a más personas que todos los demás países del mundo en conjunto, mientras que Estados Unidos registró un mínimo histórico en su uso de la pena de muerte en 2016.

Dicha organización dijo en información extraída de su informe 2020/21 sobre Vietnam:

A lo largo del año, los tribunales continuaron imponiendo condenas a muerte y se llevaron a cabo ejecuciones. El gobierno mantuvo su política de tratar como secreto de Estado la información relacionada con la pena de muerte. Por lo tanto, no se podían conocer los datos concretos de las personas condenadas a muerte, como su género, su edad y su etnia, ni los delitos por los que habían sido condenadas. En diciembre, Vietnam se abstuvo en la votación de la Asamblea General de la ONU sobre una moratoria en el uso de la pena capital.

## sigloXX
Durante el siglo XX, las guerras entre naciones-estado han supuesto la muerte de millones de personas, una gran parte de las cuales fallecieron a consecuencia de ejecuciones masivas, tanto de combatientes enemigos prisioneros como de civiles. Además, las organizaciones militares modernas han empleado la pena capital como medio para mantener la disciplina militar. En el pasado, la cobardía, la ausencia sin permiso, la deserción, la insubordinación y el pillaje eran delitos que en tiempo de guerra solían castigarse con la muerte. El fusilamiento se convirtió en el principal método de ejecución en el ámbito militar desde la aparición de las armas de fuego. Así mismo, varios estados autoritarios (por ejemplo, varios con regímenes fascistas o comunistas) han usado la pena de muerte como un potente método de opresión política. En parte como reacción a este tipo de castigo excesivo, las organizaciones civiles han empezado durante este siglo a poner un énfasis creciente en el concepto de los derechos humanos y la abolición de la pena de muerte.